# ルキウス・ゲッリウス・プブリコラ (紀元前72年の執政官)
ルキウス・ゲッリウス・プブリコラ（ラテン語: Lucius Gellius Publicola、紀元前136年ごろ - 紀元前54年ごろ）は紀元前1世紀初期・中期の共和政ローマの政治家・軍人。紀元前72年に執政官（コンスル）、紀元前70年にはケンソル（監察官）を務めた。

## 出自
プブリコラは無名のプレブス（平民）のゲッリウス氏族の出身で、プブリコラの直系の血筋においてプブリコラ以前に高位官職者がいなかった。つまり、プブリコラはノウス・ホモ（父祖に高位官職者を持たず、執政官に就任した者を指す言葉）にあたる。カピトリヌスに所在するファスティ（石版）の該当部分は欠落しているが、紀元前36年に執政官を務めた息子ルキウスのファスティから、父のプラエノーメン（第一名、個人名）がルキウスであったことが分かる。父に関しては名前以外は何も分からない。

## 経歴

### 早期の経歴
キケロはプブリコラの友人であり、キケロが著した書物『ブルトゥス』の中で「ガイウス・パピリウス・カルボが執政官を務めたときにプブリコラは助手を務めていた」と述べている。カルボが執政官を務めたのは紀元前120年であるため、助手となれる年齢を鑑みて最低でもプブリコラは紀元前136年ごろに生まれたと推定される。また、紀元前94年のローマとフィッレイの同盟更新文書にプブリコラの名前が見える。このことから、歴史学者はプブリコラがプラエトル・ペレグリヌス（外国人担当法務官）を務めていたと推定している。おそらくその翌年には東方の属州の総督になったと思われる。

ローマに戻る途中、プブリコラはアテナイに立ち寄った。そこで哲学者たちを集め、哲学者の間に存在する差異を解決するよう、強く助言した。加えて
もし汝らが論争に一生を費やすつもりがないのであれば、合意は可能である。
と述べた。同時に、彼らが何らかの合意に達することができる場合には、援助を約束した。

### 執政官
属州総督を務めた後のプブリコラに関する記録はしばらくない。執政官になるには、人脈が不足していたようである。プブリコラに関する次の記録は紀元前74年のことで、ガイウス・ウェッレスの弾劾裁判に関係していた。
紀元前72年、プブリコラはついに執政官に就任する。60歳を過ぎての就任であった。同僚はパトリキ（貴族）のグナエウス・コルネリウス・レントゥルス・クロディアヌスであった。古代の記録には、両執政官による2つの法律制定が記されている。一つはポンペイウスが独自に属州民に与えたローマ市民権を正式のものと認めること、加えて、属州民が不在時に有罪判決を出すことを禁止する法令を元老院が発布するよう提案した。もう1つは、シキリア属州でのウェッレスの住民嗜虐報告に対するものであった。

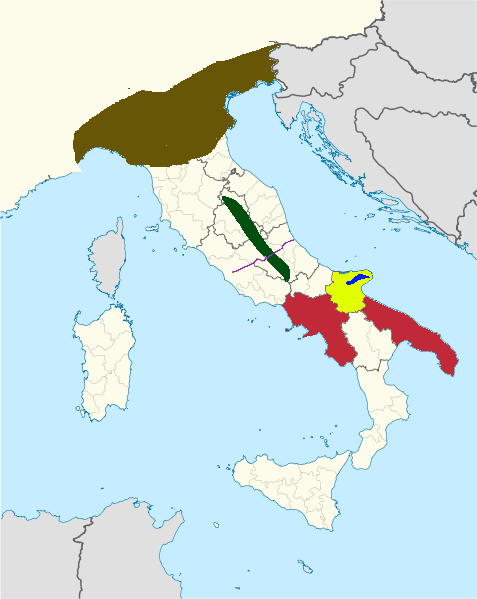
赤...カンパニアとアプリア
黄...ガルガン半島
青...ガルガン山
紫...ティブルティーナ街道
緑...アペニン山脈
黄土...ガリア・キサルピナ

このころ、イタリアでは、スパルタクスが率いる奴隷と剣闘士の大規模な反乱（第三次奴隷戦争）が起こっていた。この反乱は深刻な脅威であり、元老院は両執政官にそれぞれ2個ローマ軍団を与えて、鎮圧に派遣することとした。アウクシリア（補助軍）も含めると、軍は少なくとも3万人の兵士で構成されていたと推定される。両執政官が協力し、当時ガルガン半島にいた反乱軍を両側面から攻撃する予定であったと思われる。このため、プブリコラはカンパニアとアプリアを経由して進軍し、
クロディアヌスはティブルティーナ街道を通り、アペニン山脈を越えて進んだ。
途中、プブリコラはガルガン山の斜面に強固な陣地を築いていた、スパルタクスの副将の一人であるクリクススが率いる部隊を攻撃した。クリクススの分遣隊は3分の2が壊滅し、アッピアノスによると3万人の反乱軍が戦死した（ただし、ティトゥス・リウィウスはこの戦いでのローマ軍は法務官クイントゥス・アッリウスの指揮下にあったと書いている）。しかし、クロディアヌス軍を撃破したスパルタクス軍の本隊が出現し、この新たな敵にプブリコラは敗北した。スパルタクスはガリア・キサルピナへと転進し、そこで新たな兵を獲得した後に、秋になってイタリアへと戻った。両執政官はピケヌムに防衛線を置いたが、再び敗北した。ローマはパニック状態となった。元老院は、プブリコラとクロディアヌスが反乱軍を倒すことができないことを考え、執政官任期が切れる前にクラッススに指揮権を委譲した。

### 監察官およびその後
この軍事的な失敗にもかかわらず、プブリコラとクロディアヌスは、揃って紀元前70年にケンソル（監察官）に就任した。19世紀の歴史家テオドール・モムゼンは、この選出は元老院に対抗するものであり、両者はスッラが構築した政治体制を解体しようとしていた、執政官ポンペイウスとクラッスス（後日二人はカエサルと共に第一回三頭政治を行う）のために行動したとしている。元老院議員監察の結果、全体の1/8にあたる64人が除名されたが、これは前例のないものであった。また、ケンスルは国勢調査を監督する立場にあった。国勢調査（紀元前86年以降では最初のもの）には、同盟市戦争後にローマ市民権を得たイタリア人が含まれていたため、ローマの人口（成人男子のみ）は記録的な910,000人となった。しかし、歴史学者はそれでも調査は不完全であったと考えている。
紀元前67年、プブリコラとクロディアヌスは、またも揃ってポンペイウス隷下のレガトゥス（副司令官）として、イタリア沿岸を荒らしていた海賊討伐に従事した。少なくとも紀元前64年までレガトゥスを務めたことがわかっている。キケロが告訴した紀元前63年のカティリナ裁判では、ルキウス・セルギウス・カティリナの反乱の共謀者を処刑するとする、デキムス・ユニウス・シラヌスの案に賛成した（処刑が民会での承認なしに行われたため、後日問題となりキケロは一時ローマを追放される）。プブリコラはキケロに「市民の冠」を授与することを提案し、ローマを陰謀者から救った功績を称えた。紀元前59年、すでに最年長の元老院議員の一人であったプブリコラは、カエサルがカンパニアの土地を兵士たちに分割する法案を提出した際にこれに反対し、「私が生きている間には決して実現させない」と述べた。これを聞いたキケロは「彼は長期の延期は求めていないので（すぐに死去する）、我々は待とう」と冗談を言ったという。
紀元前55年、元老院議会に出席した。その3年後、紀元前52年以降の記録がないことから、紀元前52年以降に死去していたこととなる。

## 家族
プブリコラは2度結婚している。紀元前80年ごろ、この最初の妻との間に、紀元前36年の執政官となるルキウスが生まれた。しかし、この妻とは離婚し、2度めの結婚をした。晩年、プブリコラは、息子ルキウスが義母を殺害しようとしていると疑い、家庭裁判を開いた。この裁判には多くの元老院議員も出席し、息子に弁護の機会を与えた。結果、プブリコラは息子を無罪とした。しかし、大衆は息子が有罪であると信じていた。詩人ガイウス・ウァレリウス・カトゥルスは、この件に関する詩を幾つか書いている。

## 参考資料

### 古代の資料
- アッピアノス『ローマ史』
- ガイウス・ウァレリウス・カトゥルス『歌集』
- ウァレリウス・マクシムス『有名言行録』
- ティトゥス・リウィウス『ローマ建国史』
- オロシウス『異教徒に反論する歴史』
- プルタルコス『対比列伝』
- マルクス・トゥッリウス・キケロ『ブルトゥス』
- マルクス・トゥッリウス・キケロ『法律について』
- マルクス・トゥッリウス・キケロ『ウェッレス弾劾』
- マルクス・トゥッリウス・キケロ『バルブス弁護』

### 研究書
- Goroncharovsky V. Spartak War. - SPb. : Petersburg Oriental Studies, 2011 .-- 176 p.
- Egorov A. Julius Caesar. Political biography. - SPb. : Nestor-History, 2014 .-- 548 p. - ISBN 978-5-4469-0389-4 .
- Mommsen T. History of Rome. - SPb. : Nauka, 2005 .-- T. 3.
- Broughton R. Magistrates of the Roman Republic. - New York, 1952. - Vol. II. - P. 558.
- Münzer F. Gellius // Paulys Realencyclopädie der classischen Altertumswissenschaft . - 1910. - Bd. VII, 1. - Kol. 991.
- Münzer F. Gellius 17 // Paulys Realencyclopädie der classischen Altertumswissenschaft . - 1910. - Bd. VII, 1. - Kol. 1001-1003.
- Münzer F. Gellius 18 // Paulys Realencyclopädie der classischen Altertumswissenschaft . - 1910. - Bd. VII, 1. - Kol. 1003-1005.